# Estarābād Maḩalleh
Estarābād Maḩalleh (persiska: مَهَلِّه, استر آباد محله) är en ort i Iran.   Den ligger i provinsen Mazandaran, i den norra delen av landet, 150 km nordost om huvudstaden Teheran. Estarābād Maḩalleh ligger 14 meter över havet och antalet invånare är 188.
Terrängen runt Estarābād Maḩalleh är platt. Runt Estarābād Maḩalleh är det ganska tätbefolkat, med 96 invånare per kvadratkilometer. Närmaste större samhälle är Babol, 11,7 km väster om Estarābād Maḩalleh. Trakten runt Estarābād Maḩalleh består till största delen av jordbruksmark.